# إيباي
إيباي هي شركة تجارة إلكترونية متعددة الجنسيات وتتخذُ من سان خوسيه، كاليفورنيا بالولايات المتحدة مقرًا لها. تُسّهل الشركة عبر موقعها على الإنترنت التجارة من المستهلك إلى المستهلك كما تُساهم في تجارة التجزئة. أسَّسَ بيير أميديار موقع إيباي عام 1995 وأصبحت مع مرور الوقت شركة عملاقة في عالم التجارة عبر الإنترنت. كانت الشركة تنشطُ اعتبارًا من عام 2019 في حوالي 32 دولة، حيث يُوفّر موقعها على الشبكة العنكبوتيّة مزاد إلكتروني يُمكن للأفراد فيه والشركات على حدٍ سواء بيع وشراء مجموعة متنوعة من السلع والمنتجَات والخدمات في جميع أنحاء العالم. تُوفّر شركة إيباي موقعها بشكلٍ مجاني للمشترين لكنها تفرضُ رسومًا على البائعين مقابل إدراج سلعهم ومنتجاتهم بعد عددٍ محدودٍ من عرض السلع المجاني كما تفرضُ رسومًا أخرى عند بيع المنتجات. تطوّر موقع إيباي على مرّ السنوات فأضافَ – على غِرار باقي المواقع في نفس مجاله – ميزة التسوق الفوري وهي الميزة التي تُمكّن الزبون من شراء منتوجٍ ما بشكل فوري وسلس دون تعقيدات فتح وتأكيد الحساب وما إلى ذلك، كما أضاف الموقع خواص أخرى من قبيل البحث عن السلع عبر رمز المُنتَج العالمي أو البحث عن الكتب عبر رقم الكتاب المعياري الدولي أو أي نوع آخر من أرقام وحدة إدارة المخزون، كما يحوي الموقع بعض الإعلانات المبوبة فضلًا عن تداول تذاكر الأحداث والعروض وغيرها من الخدمات. عرضت إيباي في السابق تحويل الأموال عبر الإنترنت كجزء من خدماتها (عبر باي بال التي كانت شركة فرعية مملوكة بالكامل لإيباي من 2002 حتى 2015).

## التاريخ

### 1990
افتتحَ مبرمج الكمبيوتر الإيراني-الأمريكي الفرنسي المولد بيير أميديار في الثالث من أيلول/سبتمبر 1995 موقع أوكشن ويب (بالإنجليزية: AuctionWeb)‏ كجزءٍ من موقع شخصيّ أكبر. بدأ بيير في وضع منتوجاته الشخصيّة للبيع على الموقع فكان أول شيءٍ يبيعهُ هو مؤشر ليزر مكسور مقابل 14.83 دولارًا. اتصل حينها بيير أميديار بالمشتري ليسأله عمّا إذا كان يعرفُ أن مؤشر الليزر مكسور فأوضح المشتري: «أنا أصلًا جامعٌ لمؤشرات الليزر المكسورة.» سرعان ما أصبح أوكشن ويب أول موقع للمزادات على الإنترنت يسمحُ بالمعاملات الشخصية فزادت شعبيّة الموقع ومالكه في فترةٍ كان الإنترنت في بداياته.
كان موقع أوكشن ويب في البداية مجرد هواية لأميديار حتى أبلغه مزود خدمة الإنترنت الخاص به أنه سيحتاجُ إلى الترقية إلى حساب تجاري نظرًا لارتفاع عدد زوار موقعه. لقد دفعته الزيادة الشهرية في تكلفة الموقع من 30 دولارًا إلى 250 دولارًا إلى البدء في فرض رسوم على مستخدمي أوكشن ويب الذين لم يعترضوا. عيّن بعدها بيير شخصًا يُدعى كريس أغارباو ليُعالج مدفوعات الشيكات المُرسَلة بالبريد ليكون بذلك كريس أول موظفٍ في موقع أوكشن ويب وبالتالي في شركة إيباي التي ستتحول فيما بعدُ لعملاقٍ من عمالة البيع عبر الإنترنت.

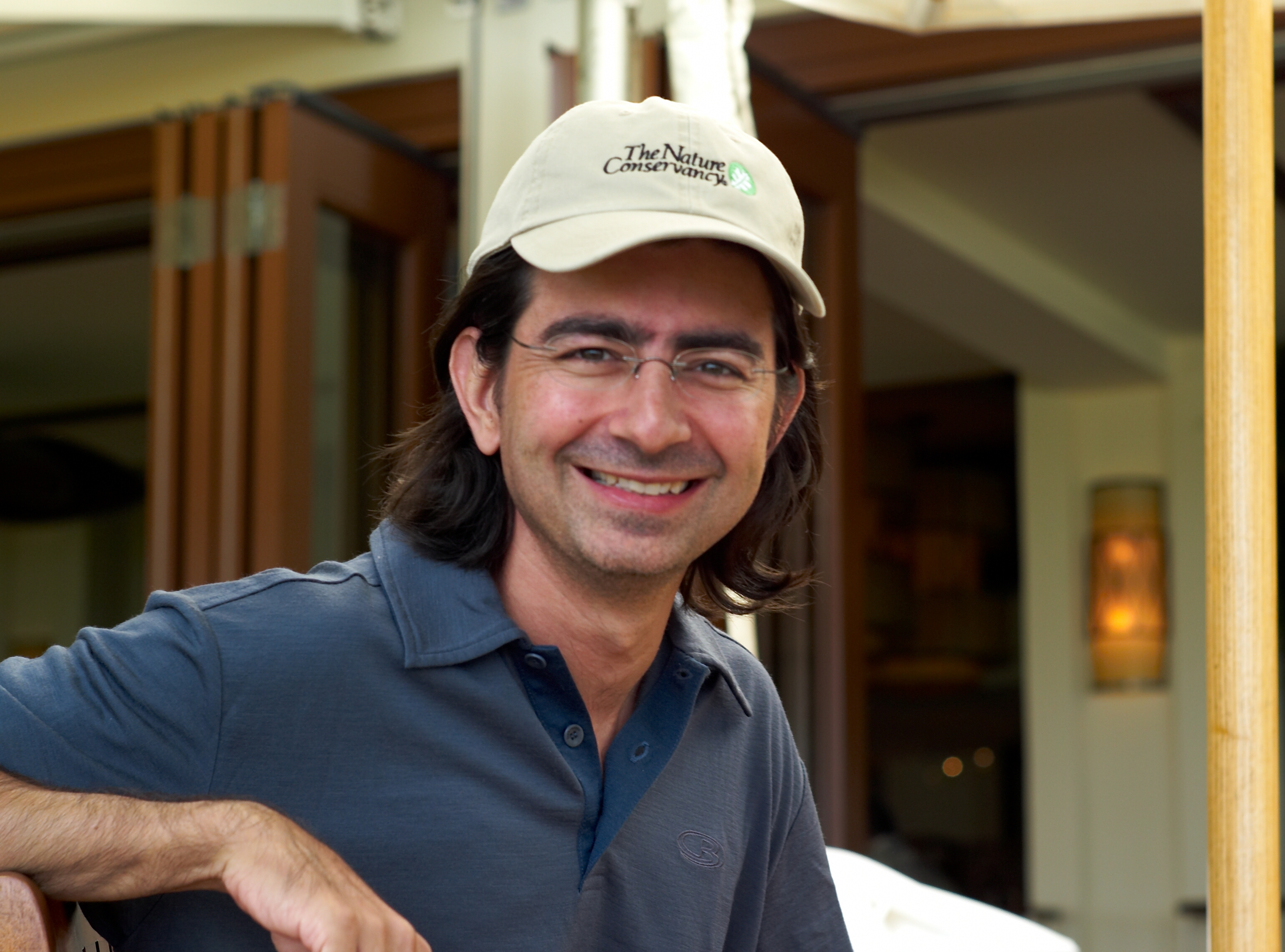
بيير أميديار مؤسس ورئيس إيباي

غيرت الشركة رسميًا اسم خدمتها من أوكشن ويب إلى إيباي في أيلول/سبتمبر 1997، وبما أنَّ نطاق إيكوباي دوت كوم (بالإنجليزية: echobay.com)‏ كان محجوزًا من قِبل شركة تعدين ذهب، اضطرَّ بيير أوميديار لاختصارِ نطاق موقعه إلى إيباي دوت كوم (بالإنجليزية: eBay.com)‏. حصل الموقع عام 1997 على تمويلٍ كبيرٍ من شركة بينشمارك كابيتال (بالإنجليزية: Benchmark Capital)‏ بلغ 6,7 مليون دولار.
هناك قصّة مشهورة حول نشأة موقع إيباي تتحدث عن أنَّ بيير أوميديار قد افتتحَ الموقع لمساعدة خطيبته في تجارة توزيع الحلوى، وتبيّن بعدها أن القصّة قد اختلقتها مديرة العلاقات العامة ماري لو سونغ عام 1997 لإعطاء وسائل الإعلام قصة أكثر إثارة للاهتمام من رؤية أميديار الأصليّة لافتتاح موقعٍ يكون بمثابة سوقٍ مثالي للمشترين والبائعين على حدٍ سواء. لقد ولَّدت القصة التي عمدت ماري لنشرها دعاية هائلة للموقع وساهمت في تعرف كُثرٍ عليه.
اشتهرت في تلك الفترة لعبة بيني بايبيز (بالإنجليزية: Beanie Babies)‏ والتي كان من الصعبِ العثور عليها في متاجر البيع بالتجزئة. بينما كان هواة هذه العبة يُحاولون إكمال مجموعتهم منها، أنشأ تاي أول موقع ويب يُمكّن المستخدمين من التداول والمتاجرة في اللعبة ومع ذلك فقد كان الموقع قاصرًا نوعًا ما حيثُ لم يستطع تلبيّة طلبات كل الزوار، فظهر إيباي الذي عرض اللعبة ثمّ سُرعان ما أصبحَت منتوجات بيني بايبيز المُنتَج المهيمن على منصّة إيباي حيث مثَّل حينها 10% من جميع المعروضات على الموقع.
عُيّن في آذار/مارس 1998 ميج ويتمان من قِبل مجلس الإدارة كرئيسٍ ومدير تنفيذي لشركة إيباي. كان لدى الشركة في ذلك الوقت 30 موظفًا ونصف مليون مستخدم مع عائداتٍ تُقدّر بـ 4.7 مليون دولار في الولايات المتحدة. أصبحَ موقع إيباي في الواحد والعشرين من أيلول/سبتمبر 1998 موقعًا عامًا فصار من الممكن الولوج له من كلّ مكانٍ دون شروط أو إجراءات إضافيّة. لُوحظَ في التقرير السنوي المقدم إلى هيئة الأوراق المالية والبورصات عام 1998 أنَّ أوميديار مالك الموقع يعتقدُ أن إيباي يعتمدُ بشكلٍ أساسيّ على مبيعات لعبة بيني بايبيز ويُعوّل على استمراريّتها في السوق. بعد طرح الموقع للاكتتاب العام، أصبح كلٌ من أوميداير وسكول مليارديرينِ فوريين حيثُ كان من المتوقع أن يبلغ سهم إيباي الواحد 18 دولارًا للسهم لكنّه وصلَ حتى 53.50 دولارًا في اليوم الأول من التداول.

### 2000
مع قيام الشركة بتوسيع فئات المنتجات المعروضة للبيع إلى أي عنصر قابلٍ للبيع والشراء تقريبًا، ازدهرت إيباي وبدأت في حصدِ عملاء أكثر وبالتالي أرباح أكثر. كان لدى الشركة عام 2000 حوالي 12 مليون مستخدم مسجل ومخزون إلكتروني لأكثر من 4.5 مليون عنصر معروض للبيع في أي يوم وفي أيّ وقت. أصبح لدى الشركة في العام الموالي قاعدة عملاء أكبر بل أصبح إيباي يضمُّ أكثر نسبة من العملاء من بين باقي مواقع التجارة الإلكترونية. واصلت الشركة تطوير أعمالها فاستحوذت في شباط/فبراير 2002 على شركة آي بازار (بالإنجليزية: iBazar)‏ وهو موقع إلكتروني مماثل للمزادات الأوروبية تأسَّس عام 1998، ثم اشترت الشركة موقع باي بال الشهير في الثالث من تشرين الأول/أكتوبر 2002.
توسّعت شركةُ إيباي بحلول أوائل عام 2008 في جميع أنحاء العالم حيثُ أصبح بها مئات الملايين من المستخدمين المُسجّلين بالإضافة إلى 15000 موظف وعائدات تُقارب 7.7 مليار دولار. بعد ما يقربُ من عشر سنوات في إيباي، قرر ويتمان دخول عالم السياسة فأعلنت الشركة في الثالث والعشرين من كانون الثاني/يناير 2008 أن ويتمان سيتنحى عن منصبه في الواحد والثلاثين من آذار/مارس 2008 واختير جون دوناهو ليُصبح رئيسًا ومديرًا تنفيذيًا بدلًا منه. ظلَّ ويتمان في مجلس الإدارة واستمر في تقديم المشورة إلى دوناهو حتى عام 2008. أكمل موقع إيباي في أواخر عام 2009 بيع خدمة سكايب مقابل 2.75 مليار دولار لكنه لا يزال يمتلك 30٪ من أسهم الشركة.

### 2010
وجّهت وزارة العدل الأمريكية عام 2012 اتهامًا مباشرًا لشركة إيباي وذلك بسبب عقدِ الأخيرة لاتفاقياتٍ غير مصرحٍ بها مع شركات تكنولوجيا أخرى. أعلنت إيباي في الثلاثين من أيلول/سبتمبر 2014 أنها ستجعلُ خدمتها باي بال شركة مستقلّة وستطرحها للتداول العام وهو طلبٌ قُدّم تم قبل تسعة أشهر من قِبل كارل إيكان. أصبحت باي بال شركة مستقلة بذاتها نوعًا ما عن إيباي وذلك في الثامن عشر من تمّوز/يوليو 2015، ليتنحَّى بعدها جون دوناهو الرئيس التنفيذي لشركة إيباي عن منصبه. دخلت فيلب كارت وإيباي في شراكة إستراتيجية عام 2017 حيثُ استحوذت بموجبها شركة إيباي إنكوايرر على حصّة 5.44% من فليب كارت مقابل استثمار نقدي بقيمة 514 مليون دولار. كجزء من الشراكةٍ، قررت فليب كارت استخدام منصة إيباي للاستعانة بمصادر خارجية عالمية. أعلنت إيباي في الواحد والثلاثين من كانون الثاني/يناير 2018 أنها ستحلُّ محلَّ باي بال كمزود المدفوعات الأساسي مع شركة أديين الناشئة في هولندا على أن يكتمل هذا الحل بحلول عام 2021، وستبقى خدمة باي بال خيار دفعٍ مقبولٍ على الموقع حتى إشعارٍ آخر.
واصلت شركة إيباي صفقاتها، فاستحوذت في الواحد والثلاثين من تموز/يوليو 2019 على حصّة قدرها 5.59% من شركة بايتم مال. أُعلن في الخامس والعشرين من أيلول/سبتمبر 2019 أنَّ ديفين وينغ سيتنحى عن منصب الرئيس التنفيذي للشركة وسيُعيّن مكانه كرئيسٍ تنفيذيّ مؤقت سكوت شينكل نائب الرئيس الأول والمدير المالي منذ عام 2015. أُعلن في السابع عشر من نيسان/أبريل 2020 عن تعيينِ جيمي إنون رئيسًا تنفيذيًا لعملاق البيع والشراء عبر الإنترنت. أوضحَ إيباي في الخامس عشر من حزيران/يونيو 2020  أنه أنهى خدمات وينغ وخمس موظفين آخرين في أيلول/سبتمبر الماضي بسبب قضية جنائية محتملة لمضايقة صحفيين ارتكبها بعض الموظفين الذين تم إنهاء خدمتهم.

## الشركة

### مجلس الإدارة
حاليًا
اعتبارًا من تشرين الأول/أكتوبر 2019، كان مجلس الإدارة على النحو التالي:
- توماس جيه تيرني: المؤسس المشارك لمجموعة بريدج إيسبان ورئيس إيباي منذ آذار/مارس 2003
- فريد دي أندرسون: العضو المنتدب السابق لشركة إليفيشن بارتنرز ومدير إيباي منذ تمّوز/يوليو 2003
- أنتوني بيتس: الرئيس التنفيذي لشركة جينيسيس للاتصالات والمختبرات
- أدريان م.براون: مستشار في إنتل فنتشرز إل إل سي
- ديانا فاريل: الرئيس التنفيذي لمعهد جي بي مورجان تشيس
- لوجان جرين: الرئيس التنفيذي لشركة لايفت
- بوني هامر: رئيس مجلس إدارة إن بي سي يونيفرسال
- كاثلين ميتيك: الرئيس التنفيذي لشركة سيتش إنكوايرر
- مات مورفي: الرئيس التنفيذي لمجموعة مارفيل تكنولوجي جروب
- بول بريسلر: شريك في كلايتون دابليير إل إل سي
- بوب سوان: الرئيس التنفيذي لشركة إنتل
- بيري تراكينا: الرئيس التنفيذي لشركة ويلينغتون ماناجمنت

سابقًا
هذه قائمةٌ بأعضاء مجلس الإدارة السابقين:
- بيير أميديار: مؤسّس الشركة ومديرها منذ أيار/مايو 1996 حتى أيار/مايو 2015. أعلنَ بيير عام 2020 أنه سيغادر مجلس الإدارة ومع ذلك سيظل يشغل منصب المدير الفخري، كما يزال بإمكانه حضور اجتماعات مجلس الإدارة إذا تمّت دعوته ولكن لن يكون له الحق في التصويت.[40]
- جيسي كوهن: رئيس قسم نشاط الأسهم في شركة إليوت مانجمنت. انضم إلى مجلس إدارة إيباي عام 2019 وغادر الشركة لسببٍ ما في العام التالي.

### الشعار
اعتمدت شركة إيباي في أيلول/سبتمبر 2012 على شعارٍ جديدٍ مشابهٍ للذي كانت تعتمدُ عليه من قبل والذي كانت فيه الحروف متداخلة مع بعضها البعض على عكس الجديد الذي جُعلت فيه حروف اسم الشركة eBay متقاربة جدًا مع بعضها البعض دون التداخل. ثُبت الشعار الجديد على الموقع في العاشر من تشرين الأول/أكتوبر 2012، كما استحدثت الشركة شعارًا جديدًا مطابق للشعار الرسميّ من حيثُ الشكل والمضمون لكنّه يختلف معه من حيثُ اللون، فهو كله ملوّنٌ بالأحمر على عكسِ الأصليّ الذي يمتازُ فيهِ كلُّ حرفٍ بلونٍ معّين، وقد استحدثت الشركة شعارها الأحمر الجديد لاستخدامه مؤقتًا في العطلات والمناسبات المختلفة.

1995 – 2012
2012 – حاليًا

### الربح والمعاملات
تجمعُ شركة إيباي إيراداتها من خلال نظام معقد يفرضُ رسومًا على بعض الخدمات فضلًا عمّا يُعرف برسوم القيمة النهائية لعائدات المبيعات. يتقاضى موقع إيباي اعتبارًا من عام 2019 0.35 دولارًا أمريكيًا كرسومٍ على كلّ منتوجٍ يعرضهُ بائعٌ ما. تبلغُ رسوم القيمة النهائية التي تُحصّلها الشركة 10 حتى 12% من إجمالي مبيعات التجّار عل الموقع علمًا أنّ هذه المبيعات تشملُ سعر السلعة ورسوم الشحن، وتتبعُ المواقع الأخرى المملوكة لشركة إيباي والتي تنشطُ في نفس المجال هيكل رسومٍ مماثلٍ ولكن برسوم تكلفة مختلفة.
بموجب قوانين الولايات المتحدة قبل عام 2018، لا يُمكن لأيّ ولاية أن تطلب من البائعين الموجودين خارجها تحصيل ضريبة المبيعات وهو ما جعل عمليات الشراء على الموقع أكثر جاذبية للمشترين الأمريكيين على اعتبارِ أنهم يدفعون ثمن المنتج والشحن دون أيّة ضرائب أو شيء من هذا القبيل. أجبرت التغييرات على قانون الضرائب في الولايات المتحدة منذ عام 2018 موقع إيباي وباقي مواقع التجارة عبر الإنترنت على تحصيل ضريبة مبيعاتٍ على أيّ عملية شراء من إيباي بغض النظر عن ولاية البائع أو الولاية التي سيُشحن لها المنتج.
تتضمَّنُ إستراتيجية أعمال شركة إيباي زيادة التجارة الدولية والتوسّع عالميًا. بدأت إيباي في تطبيق هذه الاستراتيجية منذ وقتٍ مبكّر فعلًا حيثُ حاولت ضمان مكانٍ لها في أكثر من عشرين دولة بما في ذلك الصين والهند. لقد فشل توسّع الشركة في تايوان واليابان بسبب شركة ياهو! السبّاقة للسوقانِ، كما فشلت إيباي في السوق النيوزيلندي بسببِ موقع ترايد مي المهيمنِ على قطاع التجارة عبر الإنترنت هناك. فشلت إيباي بشكلٍ ملحوظٍ أيضًا في الصين بسبب المنافسة من المنافس المحلي تاوباو. لقد دخلت إيباي السوق الصينية عام 2002 قبل أن تُغلق موقعها هناك عام 2007، كما أغلقت موقعها في الهند بعد عقد شراكةٍ مع فليبكارت المسيطرة على السوق الإلكتروني في البلاد.
في نتائج الربع الأول من عام 2008، زاد إجمالي حجم المدفوعات عبر PayPal بنسبة 17% فيما بلغت هذه النسبة على موقع إيباي 61%. يُسمح لبائعي eBay بتقديمِ مجموعةٍ متنوعةٍ من أنظمة الدفع مثل إسكرو، وباي بال وباي مايت وبرو باي وسكريل لكنّ الأخيرانِ حُظرا في السابع والعشرين من أيلول/سبتمبر 2015 من قائمة أنظمة الدفع بسبب قلّة الاستخدام. يُعتبر إسكرو دوت كوم (بالإنجليزية: Escrow.com)‏ موقع الضمان المُعتمَد من إيباي حيثُ تُعالج غالبيّة المعاملات التي تُجرى على الموقع من خِلال إسكرو.
تدير إيباي برنامجًا تابعًا لها تحت اسم شبكة شركاء إيباي (بالإنجليزية: eBay Partner Network)‏، وهو البرنامج الذي يُمكّن المسوقين التابعين للشركة أو المتعاقدين معها من الحصول على نسبة مئوية من رسوم المعاملات مع عمولاتٍ تتراوح من 50% حتى 75% من الرسوم المدفوعة مقابل كل عنصرٍ يشتريه زبونٌ أحضره مسوقٌ ما. اعتمدت إيباي في تشرين الأول/أكتوبر 2009 على نظامٍ جديدٍ سمَّتهُ تسعير النقرات النوعية (بالإنجليزية: Quality Click Pricing)‏ حيث يُدفع مبلغٌ تحدده خوارزمية غير معلنة للمسوّقين، ويُقسم بعد ذلك إجمالي مبلغ الأرباح على عدد النقرات التي قام بها زوار الموقع بفضلِ المسوقين ثمّ تُسجّل نسبة معيّنة على أنها أرباح مقابل كلّ نقرة وتكبر هذه النسبة عندما يُتمُّ زائر الموقع – بفضل المسوق – عملية شراءٍ معيّنة. أطلقت الشركة في تشرين الأول/أكتوبر 2013 نموذج تسعير جديد اعتُبر أكثر شفافية حيثُ يعتمد على معدلات العمولة الأساسيّة مع توفير مكافآتٍ لكلُّ من يُحيل زائرًا ما للموقع على شراء منتوجٍ معيّن.
أعلنت إيباي في الثامن عشر من نيسان/أبريل 2012 عن زيادةٍ في إيرادات الربع الأول بنسبة 29% لتصل إلى 3.3 مليار دولار مقارنة بالربع الأول من عام 2011، فيما بلغَ صافي الأرباح 570 مليون دولار للربع الأول من العام، أما بالنسبة للسنة المالية 2017 فقد سجّلت إيباي خسائر بلغت 1.016 مليار دولار أمريكي مع إيرادات سنوية قدرها 9.567 مليار دولار أمريكي بزيادة قدرها 6.6% عن الدورة المالية السابقة. في الوقت ذاته، بدأ تداول أسهم الشركة بأكثر من 35 دولارًا للسهم الواحد، وقُدّرت قيمتها السوقية بأكثر من 27.2 مليار دولار أمريكي في تشرين الأول/أكتوبر 2018.
| السنة | الإيرادات (بالمليون دولار أمريكي) | صافي الدخل (بالمليون دولار أمريكي) | إجمالي الأصول (بالمليون دولار أمريكي) | سعر السهم (بالدولار الأمريكي) | عدد الموظفين |
| ----- | --------------------------------- | ---------------------------------- | ------------------------------------- | ----------------------------- | ------------ |
| 2005  | 4552                              | 1.082                              | 11.789                                | 15.65                         |              |
| 2006  | 5970                              | 1،126                              | 13494                                 | 13.00                         |              |
| 2007  | 7،672                             | 348                                | 15366                                 | 13.25                         |              |
| 2008  | 8541                              | 1،779                              | 15592                                 | 9.58                          |              |
| 2009  | 8727                              | 2،389                              | 18408                                 | 7.29                          |              |
| 2010  | 9156                              | 1،801                              | 22،004                                | 9.68                          |              |
| 2011  | 11652                             | 3229                               | 27320                                 | 12.28                         |              |
| 2012  | 14.072                            | 2،609                              | 37.074                                | 16.61                         |              |
| 2013  | 16،047                            | 2856                               | 41488                                 | 21.03                         | 33500        |
| 2014  | 8790                              | 46                                 | 45132                                 | 21.01                         | 34600        |
| 2015  | 8592                              | 1،725                              | 17،755                                | 25.00                         | 11600        |
| 2016  | 8979                              | 7،266                              | 23847                                 | 27.08                         | 12600        |
| 2017  | 9567                              | −1،016                             | 25981                                 | 35.06                         | 14100        |
| 2018  | 10746                             | 2530                               | 22،819                                | 34.31                         | 14000        |
| 2019  | 10800                             | 1،792                              | 18174                                 | 35.50                         | 13300        |

### السجّل البيئي
أعلنت إيباي في الثامن من أيّار/مايو 2008 عن افتتاح أحدث مبنى لها في الحرم الشمالي للشركة في سان خوسيه وهو أول مبنى في المدينة يُبنى من الألف إلى الياء وفقًا لمعايير الريادة في تصميمات الطاقة والبيئة. يَستخدمُ المبنى – وهو الأول الذي بنته الشركة منذ 13 عامًا – مجموعة من 3248 لوحًا شمسيًا تمتدُّ على مساحة 60,000 قدم مربع (5,600 م2) وتُوفّر 650 كيلو واط من الطاقة. يُمكن لهذه الألواح الشمسيّة توفير 15 حتى 18% من إجمالي متطلَّبات الطاقة للشركة مما يُقلّل من كمية الغازات المسببة للاحتباس الحراري التي سيتمُّ إنتاجها لتوليد تلك الطاقة بوسائل أخرى. تُقدّر شركة سولار سيتي – وهي الشركة المسؤولة عن تصميم برنامج الحفاظ على الطاقة – أن الألواح الشمسية المثبتة في حرم شركة إيباي ستمنعُ 37 مليون رطل من ثاني أكسيد الكربون من الانتشار في البيئة نتيجةً لاستبدال إنتاج الطاقة على مدى العقود الثلاثة المقبلة. يتطلب إحداث تأثير مكافئ لإزالة نفس الكمية من ثاني أكسيد الكربون من الغلاف الجوي زراعة مساحة من الأشجار قدرها 322 أكر (1.30 كـم2).
يشتملُ تصميم المبنى أيضًا على عناصر أخرى لتقليل تأثيرِ الغازات على البيئة. لقد جُهِّزَ المبنى بنظام الإضاءة الذي يكتشفُ مصادر الإضاءة الطبيعية المحيطة ويخفت الإضاءة الاصطناعية تلقائيًا لتوفير 39% من الطاقة المطلوبة عادةً لإضاءة مبنى المكاتب، كما يقلل مبنى الشركة بطريقةٍ من الطرق الطلب على إمدادات المياه المحلية من خلال دمج نظام الري الصديق للبيئة ورؤوس الدش والحنفيات منخفضة التدفق فضلًا عن إعادة تدوير أكثر من 75% من مخلّفات البناء. تُدير الشركة أيضًا حافلاتٍ بين سان فرانسيسكو وحرم سان خوسيه لتقليل عدد مركبات التنقل، ووقّعت إيباي عام 2014 اتفاقياتٍ معَ العديد من الشركات الأخرى في ولاية أوريغون لتعزيز نمو الوظائف المحلية وفي نفس الوقت إبطاء تلوث الكربون.

### عمليات الاستحواذ

#### باي بال
أصبحت خدمة باي بال في الثالث من تشرين الأول/أكتوبر 2002 شركة فرعية مملوكة بالكامل لشركة إيباي، التي تتخذُ من سان خوسيه في كاليفورنيا بالولايات المتحدة مقرًا رئيسيًا لها. أعلنت عملاق البيع عبر الإنترنت في الثلاثين من أيلول/سبتمبر 2014 عن استقلال شركة باي بال عنها وجعلها شركة مستقلّة بذاتها وقد اكتمل هذا الاستقلالُ بالكامل في العشرين من تمّوز/يوليو 2015.

#### كريغزلست
أعلنت أو بالأحرى أقرت إيباي في صيفِ عام 2004 أنها استحوذت على 25% من موقع كريجزليست للإعلانات المبوبة. كان فيليب نولتون المدير التنفيذي السابق لشركة كريجزليست هو المسؤول عن الصفقة وقد أصرَّ على أن المالك السابق للموقع كان على علمٍ بخططه للتخلي عن الخدمة لصالح إيباي في ظلِّ التقارير التي تحدثت عن قصورٍ حدث خلال الصفقة. أكّدت إيباي في البداية أنها لن تطلب من كريجزليست تغيير الطريقة التي يعمل بها ولن تفرض عليه شيئًا جديدًا. بعد ذلك بعامٍ تقريبًا وبالتحديد في آذار/مارس 2005 أطلقت إيباي خدمة الإعلانات المبوبة كيجيجي، ثمّ رفعت في نيسان/أبريل 2008 دعوى قضائية ضد شركة كريجزليست «لحماية استثمارها المالي لمدة أربع سنوات» مدعيةً أن الشركة الأخيرة اتخذت في كانون الثاني/يناير 2008 إجراءاتٍ أدت بشكل غير عادلٍ إلى إضعاف المصلحة الاقتصادية لإيباي بأكثر من 10%. حكم قاضي ولاية ديلاوير ويليام تشاندلر في أيلول/سبتمبر 2010 بأن تصرفات كريجزليست كانت غير قانونية وأن الإجراءات التي اتخذها مؤسسا الموقع جيم باكماستر وكريغ نيومارك انتهكت واجبهما في الولاء لإيباي طالبًا برفعِ حصّة الشركة في الموقع من 24.85% إلى 28.4% كنوعٍ من جبر الضرر. رفض القاضي في قراره أيضًا اعتراض إيباي على مجلس إدارة الموقع مشيرًا إلى أن كريجزليست لها الحق في حماية أسرارها التجارية الخاصة. صرح في وقتٍ لاحقٍ المتحدث باسم إيباي مايكل جاكوبسون: «نحن مسرورون جدًا لأن المحكمة أعطت شركة إيباي ما سعت إليه من الدعوى.»

#### سكايب
استحوذت شركة إيباي إنكوايرر في تشرين الأول/أكتوبر 2005 على شركة سكايب تكنولوجيز مطورة تطبيق سكايب الذي يقدم خدمة التراسل الفوري عبر الصوت والصورة. ساهمت هذه الصفقة في توسيعِ قاعدة عملائها إلى أكثر من 480 مليون مستخدم مُسجَّل في جميعِ أنحاء العالم، قبل أن تبيع في تشرين الثاني/نوفمبر 2009 غالب حصّتها من سكايب مع الاحتفاظ بنسبة قليلة، ثمَ باعت في أيّار/مايو 2011 التطبيق بالكامل لشركة مايكروسوفت مقابل 8.5 مليار دولار.

#### ستاب هاب
أُعلن عن استحواذ شركة إيباي على خدمة ستاب هاب بالإنجليزية: StubHub)‏ في كانون الثاني/يناير 2007 مقابل 310 مليون دولار. وفقًا لسي إن إن ماني فقد كان عام 2007 عامًا ناجحًا للغاية بالنسبة لستاب هاب حيث أجرت خمسة ملايين معاملة فردية أكثر من السنوات الست السابقة مجتمعة. زاد عدد موظفي الخدمة إلى 350 عاملاً بحلول وقت عقد الصفقة، ثمّ توصّلت ستاب هاب بعد ثمانية أشهر من الاستحواذ إلى اتفاقٍ حصري مع دوري كرة القاعدة الرئيسي يحصلُ بموجبها الأخير على 25% من العمولات التي تكسبها ستاب هاب مقابل حصول الخدمة على عددٍ من التسهيلات وأمور أخرى. رفعت شركة تيكيت ماستر عام 2007 دعوى قضائية ضد ستاب هاب وإيباي بدعوى «التدخل المُتعمّد» في الحقوق التعاقدية لشركة تيكيت ماستر.

#### كوريغن
استحوذت إيباي في تشرين الأول/أكتوبر 2016 على محرك البحث المرئي كوريغن (بالإنجليزية: Corrigon)‏ بأقل من 30 مليون دولار.

#### كوو تن
استحوذت إيباي في نيسان/أبريل 2018 على القسم الياباني من شركة كوو تِن (بالإنجليزية: Qoo10)‏ مقابل 573 مليون دولار. تخلَّت إيباي بعد عقد هذه الصفقة عن استثماراتها في الشركات غير اليابانية التابعة لشركة جيوسيس التي كانت تملكُ في البداية كوو تِن. لقد وسَّع هذا الاستحواذ من وجود إيباي في اليابان التي تُعتبر أحد أكبر أسواق التجارة الإلكترونية في العالم.

## تحليل البيانات
اجتذبت منصّة إيباي اهتمام الاقتصاديين الذين اعتمدوا على الموقع في تحليل جوانب سلوك البيع والشراء ومقارنتها بالنتائج النظرية والتجريبية السابقة. أبدى باحثو أنظمة معلومات الكمبيوتر اهتمامًا بإيباي أيضًا، حيثُ نشر مايكل جول رئيس قسم نظم المعلومات الحاسوبية في في جامعة ولاية أريزونا حالة أكاديمية استنادًا إلى إدارة البيانات الضخمة في إيباي واستخدامها مناقشًا كيف أن إيباي هي شركةٌ تعتمد على البيانات وتُعالج 50 بيتابايت. من البيانات في اليوم الواحد. يستخدمُ إيباي نظامًا يسمح للأقسام المختلفة في الشركة بفحص البيانات وتحليلها، ووفقًا لجول فقد شهدت الشركة نجاحاتٍ تجاريةٍ كبيرةٍ من خلال تحليلات البيانات الخاصة بها. جديرٌ بالذكرِ هنا أنَّ إيباي تُوظّف حوالي 5000 محلل بيانات لمساعدتها في اتخاذ قرارتٍ صحيحة بناءً على البيانات المُجمَّعة بعد تحليلها.

### الأطراف الثالثة
أطلقت شركة برامج المحاسبة إنتويت عام 2006 خدمة تتبع التبرعات عبر الإنترنت تُسمَّى إتس ديداكتبل (بالإنجليزية: ItsDeductible)‏، وتستخدمُ الخدمة بيانات من إيباي لمساعدة المستخدمين على تعيين قيمة سوقية للعناصر التي يتبرعون بها.

### البحث المرئي
طوّرت إيباي من خدماتها على مرّ السنوات فأضافت عبر تقنيات الذكاء الاصطناعي والتعلم الآلي في تمّوز/يوليو 2017 ميزة البحث عن الصور وهي ميزة تُمكّن المستخدمين من تصوير منتوجٍ ما والبحث عنه في قوائم الموقع للعثور على منتوجاتٍ تُطابق العنصر المصوّر في الصورة التي رفعها المستخدم أو مشابهًا له.

### المبيعات
يُباع وبشكلٍ يوميّ الملايين من المقتنيات والديكور والأجهزة المنزلية وأجهزة الكمبيوتر والمفروشات والأدوات ونطاقات المواقع وعناصر أخرى على موقع إيباي. لقد اقتحمت شركة إيباي عام 2006 عالم الصناعة حينما خصّصت فئة بكاملها لبيع منتوجاتٍ وسلعٍ متعلقةٍ بالصناعة. يُمكن بشكلٍ عامٍ بيعُ أيّ شيء على الموقع طالما أنه قانوني ولا ينتهك شروط وسياسات الموقع، بل يُمكن بيع الخدمات والأصول غير الملموسة أيضًا. تبيعُ الشركات العالمية الكبيرة مثل آي بي إم أحدث منتجاتها كما تقدم خدمات على الموقع باستخدام المزادات التنافسيّة، فيما تسمحُ مواقع إيباي في دول محددة وخاصّة في الولايات المتحدة والمملكة الممتحدة للمستخدمين بالتداول باستخدام العملة المحلية. يُمكن لمطوّري البرمجيات إنشاء تطبيقاتٍ تتكامل مع إيباي من خلال واجهة برمجيّة التطبيقات (eBay) التي تُوفّرها الشركة بعد الانضمام إلى برنامج مطوّري إيباي (بالإنجليزية: eBay Developers Program)‏ الذي كان يضمُّ في حزيران/يونيو 2005 أكثر من 15,000 كما يضمُّ مجموعة واسعة من الشركات التي تُنشئ تطبيقات برمجية لدعمِ المشترين والبائعين فضلًا عن الشركات التابعة لإيباي نفسه.
تستخدم العديد من الوكالات الحكومية والشرطة حول العالم موقع إيباي بالإضافة إلى المزادات التقليدية للتخلص من البضائع المُصادَرة. يحصلُ من فترةٍ لأخرى بعض الجدل في شروط الموقع وسياساته، ففي أواخر عام 1999 عرض رجلٌ إحدى كليتيه للبيع بالمزاد على إيباي في محاولةٍ منه للاستفادة من السوق المربح للأعضاء البشرية القابلة للزرع رغم أنه غير قانونيّ في الولايات المتحدة. فرضت إيباي ابتداءً من آب/أغسطس 2007 على البائعين والتُجّار في فئتي ألعاب الفيديو والصحة والجمال قبول نظام الدفع الخاص بها باي بال بعدما كان هذا النظام مُستخدمًا في فئة ألعاب الفيديو: لوحات المفاتيح فقط، ثمّ فرضت الشركة اعتبارًا من العاشر من كانون الثاني/يناير 2008 على البائعين والتُجّار في فئات البرامج والأجهزة الإلكترونية الاستهلاكية: مشغلات إم بي ثري والبيع بالجملة: الهواتف المحمولة والمنزلية والأعمال الصناعية: التوريد الصناعي الاعتماد على خدمة باي بال في الدفع بشكلٍ أساسيّ. أعلن الموقع أنه وابتداءً من آذار/مارس 2008 سيُجبَر كلُّ البائعين الذين لديهم أقل من 100 تعليق على المنتجات التي يبيعونها على استخدامِ خدمة باي بال كخيار دفعٍ وحيدٍ مؤكّدة على عدم السماح باستخدامِ الحسابات التجاريّة في خيارات الدفع.

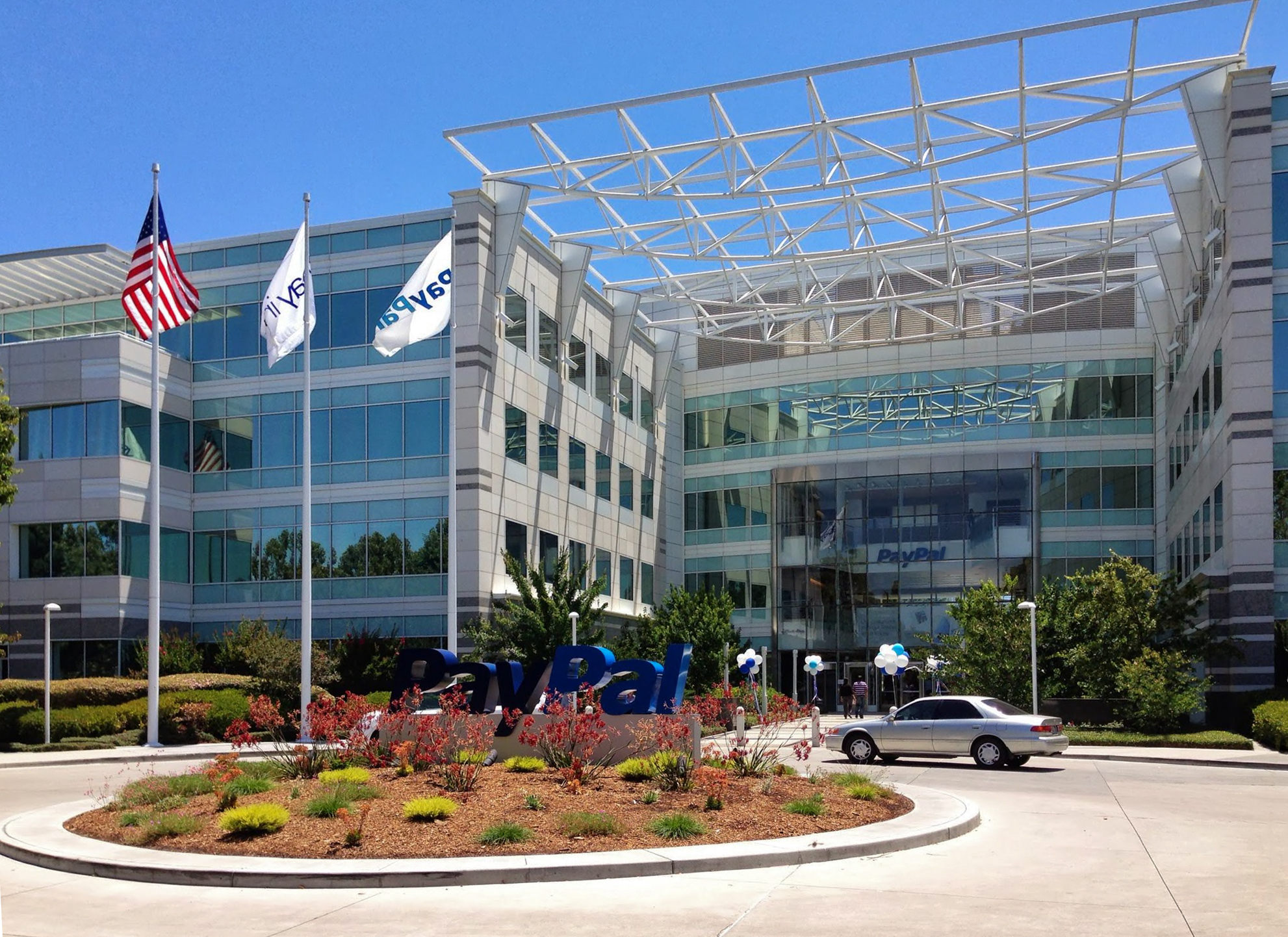
مقر شركة إيباي في سان خوسيه (الذي كان المقرّ الرئيسي لشركة باي بال في وقتٍ ما)

علاوة على ذلك، فقد كان من الضروري للبائعين على الموقع تقديم خيار الدفع عبر باي بال على باقي خيارات الدفع في جميع القوائم المعروضة للبيع في أستراليا والمملكة المتحدة. لكن واستجابةً للمخاوف التي أعربت عنها لجنة المنافسة والمستهلكين الأسترالية أزال موقع إيباي منذ ذلك الحين سياسته هذه بتقديم باي بال في خيارات الدفع على موقع إيباي في أستراليا على الأقل.

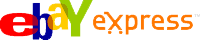
شعار إيباي إكسبرس

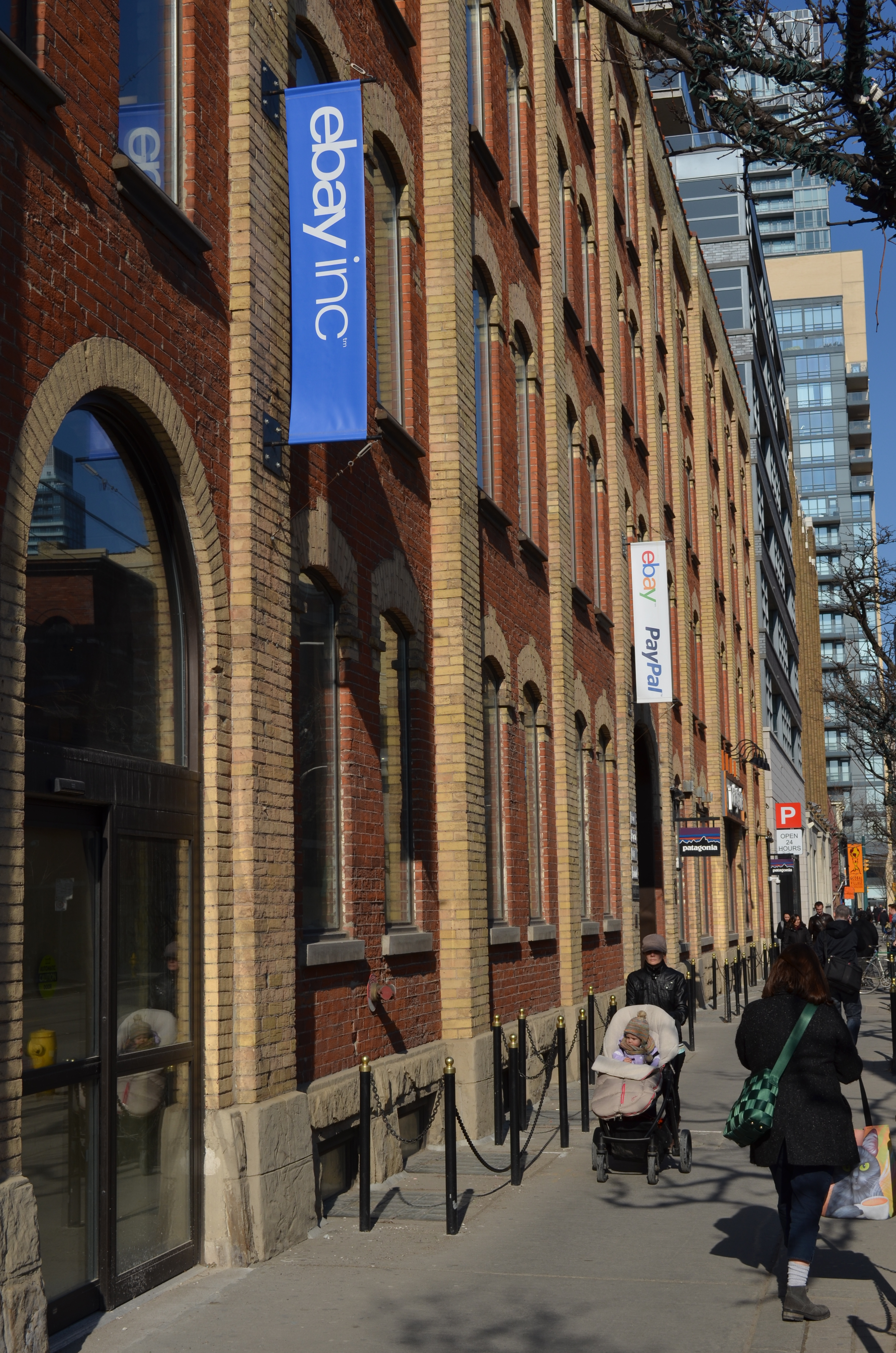
مكتب شركة إيباي في مدينة تورنتو بكندا

افتتحت إيباي في الرابع والعشرين من نيسان/أبريل 2006 موقعها الجديد إيباي إكسبرس (بالإنجليزية: eBay Express)‏ والذي صُمّم للتجاوبِ أكثر معَ المستهلكين من الولايات المتحدة. قبل إغلاقه عام 2008، عُرضت عناصر مختارة من إيباي على موقع إيباي إكسبرس حيث استخدم المشترون عربة تسوق رقمية تقليدية للشراء من بائعين متعددين. أُطلقت نسخة إيباي إكسبرس الموجّهة للمستهلكين من المملكة المتحدة في منتصف تشرين الأول/أكتوبر 2006 لكن الموقع أُغلق في التاسع والعشرين من كانون الثاني/يناير 2008 ونفس الأمر بالنسبة للنسخة الألمانية التي افتُتحت عام 2006 أيضًا ثمّ أُغلقت عام 2008. في مؤتمر إيباي للمطوّرين (بالإنجليزية: eBay Developer)‏ لعام 2008، أعلنت الشركة عن بيعِ برنامج مدير التطبيقات (بالإنجليزية: Manager Applications program)‏ وهو البرنامج الذي يسمحُ للمطورين المعتمَدين بدمج تطبيقاتهم مباشرة في واجهة إيباي دوت كوم.
تحتفظُ إيباي بعددٍ من المواقع المتخصصة والتي تُساعدها في إدارة مشاريعها وتسهيل الأمور على زبنائها بما في ذلك محموعات المناقشة ومركز الرد على الاستفسارات وغرف الدردشة والمراجعات والأدلة، فضلًا عن إرسال تنبيهاتٍ عبر الرسائل القصيرة للمشترين وغير ذلك. تأسَّسَت مبادرة تشويس إي كوميرس (بالإنجليزية: Choice in eCommerce)‏ في الثامن من أيّار/مايو 2013 من قِبل العديد من تجار التجزئة عبر الإنترنت في برلين بألمانيا. كان السبب – من وجهة نظر المبادرة – القيود المفروضة من قِبل شركات البيع عبر الإنترنت، حيث شعر التجار بنوعٍ من النقص والعوز عند عرض منتجاتهم على أمازون أو إيباي أو راكوتن وغيرهم. تجدرُ الإشارة أيضًا إلى أنه ومنذ تأسيس الموقع، عُرضت عليه العديد من العناصر غير العادية للبيع بما في ذلك نوعٌ من قنفذ البحر لم يكن مكتشفًا حين عرضه للبيع.

#### المواد المحظورة
كان موقع إيباي في أيامه الأولى موقعًا غير منظم، لكن ومع نموّ الشركة أصبحَ من الضروري تقييد أو حظر بعض المواد أو السلع من البيع. لُوحظت بعض الاختلافات – التي اعتُبرت اختلافات عاديّة وطفيفة من قِبل بعض المتابعين – بين سياسات موقع إيباي (النسخة الأمريكيّة) فيما يخصُّ السلع الممنوعة من البيع وسياسات نفس الموقع بنسخته الأوروبيّة مثلًا والتي تمنعُ عرض منتوجاتٍ تتعلّقُ بالنازية على عكس ما هو معمولٌ به في الولايات المتحدة. تنطبقُ قوانين الموقع على البائع مثلما هي على المشتري ولو بشكل أقل، لكن وبشكلٍ عام فإذا ما حظرت ولايةٌ ما أو أكثر منتوجًا من البيع فإيباي تحظرُ المنتوج في الغالب على باقي الولايات.
من بين مئات الفئات المحظورة من البيعِ على إيباي أو المُقيَّدة أو نحو ذلك هناك:
- التبغ (تُقبل العناصر والمقتنيات المتعلقة بالتبغ.)[105]
- الكحول (يُسمح ببيعِ المقتنيات المتعلقة بالكحول بما في ذلك الحاويات المختومة بالإضافة إلى بعض مبيعات النبيذ من قبل البائعين المرخصين وتسمح بعض المواقع التابعة لإيباي مثل إيباي أستراليا ببيع المشروبات الكحولية المرخصة)[ا]
- المخدرات وأدوات صنعها وتعاطيها
- السّلع التي تُروّج أو تمجّد الكراهية أو العنف أو التعصب العنصري أو الجنسي أو الديني أو تروّج لمنظمات ذات وجهات نظر كهذه.[ب][106]
- تسجيلات غير شرعية
- الأسلحة النارية والذخيرة (اعتبارًا من الأول من كانون الثاني/يناير 1999)، الأجزاء التي يُمكن استخدامها لتجميع سلاح ناري (اعتبارًا من الثلاثين من تموز/يوليو 2007) بما في ذلك دبابيس الرصاص والأغلفة والقذائف النحاسية والشرائح والأسطوانات ومجموعات الزناد وما إلى ذلك، كما يُحظر بيع أنواع مختلفة من السكاكين.[107]
- معدات الإنذار الخاصة بالشرطة وخدمة الطوارئ مثل الأضواء الحمراء أو الزرقاء وصفارات الإنذار
- الملابس الداخلية المتسخة عن عمد، والملابس المستعملة المتسخة.
- المستندات المزورة أو غير القانونية أو المسروقة أو السرية والتي تشمل جوازات السفر أو بطاقات الضمان الاجتماعي أو رخص القيادة أو بطاقات تسجيل الناخبين أو شهادات الميلاد أو المستندات المدرسية أو السجلات الطبية أو المعلومات المالية أو لوحات الترخيص الحكومية أو وثائق المعلومات الحكومية السرية أو أيّ عنصر يُستخدم لتعديل المستندات.[108]
- أجزاء وأعضاء وبقايا جسم الإنسان (باستثناء الهياكل العظمية والجماجم للدراسة العلمية، بشرط ألا تكون من أصل أمريكي).
- الحيوانات الحية (مع استثناءات معينة).
- بعض الأعمال المحمية بحقوق الطبع والنشر أو العناصر المُسجّلة كعلامة تجارية.
- تذاكر اليانصيب أو أي مواد قمار أخرى.
- المعدات العسكرية مثل الأسلحة العاملة والمتفجرات باستثناء المركبات منزوعة السلاح.[109]
- السلع الإيرانية أو الكوبية أو السورية أو الكورية شمالية.
- اليورانيوم المخصب والبلوتونيوم والمواد الانشطارية الأخرى.
- فئات معينة من المواد ذات التوجه الجنسي، والتي يجبُ أن تكون أصلًا مدرجةٌ في فئة «للبالغين فقط»:[110]
  - استغلال الأطفال في المواد الإباحية
  - المواد التي تُعتبر «فاحشة» بما في ذلك البهيمية ومجامعة الموتى والاغتصاب وسفاح القربى
  - ألعاب جنسية مستعملة
  - روابط لمواقع تحتوي على مواد محظورة
  - منتجات البالغين التي قد تُتداول رقميًا
- عناصر افتراضية من ألعاب متعددة اللاعبين عبر الإنترنت (قيود تختلفُ حسب البلد)
- منتجات العاج.
- السكاكين بخلاف بعض أدوات المائدة، ويشملُ الحظر أيضًا سكاكين جلدية فارغة إذا كانت مدرجة تحت فئة «السكاكين».[111]
- الكهانة والخدمات المتعلقة بالسحر.
- الأرواح والأشباح والأشياء الأخرى التي لا يمكن التحقق من وجودها.
- الأقنعة الجراحية ومعقمات الأيدي ومناديل التطهير وغيرها من المنتجات المرتبطة بوباء كوفيد 19 وذلك من أجل وقف التلاعب في الأسعار.
- العديد من العناصر الأخرى التي هي إما محظورةٌ تمامًا أو مقيدة بطريقةٍ ما.[112]

### المزايدة

#### المزاد
ِتُعرف المزايدة في قوائم المنتوجات أو السلع المسموح بالمزايدة عليها في إيباي باسمِ المزايدة بالوكالة (بالإنجليزية: Proxy Bidding)‏ مع بعض الشروط البسيطة التي أضافتها إيباي:
- يدفع المزايد الفائز بالمزايدة على منتوجٍ ما ثاني أعلى عرض مقدم بالإضافةِ إلى مبلغ زيادة صغير محدد مسبقًا.
- تُغلق المزايدة على الذي قدَّم أعلى عرض، لكنّه لا يدفعُ في المنتوج الثمن الذي قدمه بل السّعر الذي قدمه ثاني أعلى مزايد كما تظهر شاشةٌ بها العروض التي يقدمها باقي المزايدين على المنتوج.[113]
- نظرًا لأن قوائم إيباي للمزايدة هي قوائم سلعٍ أضافها بائعون محددون، فلا يُمكن الدخول في مزايدةٍ عليها في أيّ وقت كما يصعبُ بيع منتوجٍ ما بأقلّ بكثير من ثمته المعتاد على اعتبار أن هناك حدٌّ أدنى للمزايدة لا يُمكن تقديم مبلغٍ أقل منه ولا يُمكن للبائع في نفس الوقت إلغاء خيار المزايدة عند بدءها.
- يسمحُ موقع إيباي للبائعين بتقديم خيار «اشترِه الآن» بعد الوصول لسعرٍ معيّن، وفي حالة ما أقدم مزايدٌ ما من المزايدين على المنتوج على شراء المنتوج عبر تلك الخاصيّة فسينهي المزاد على الفور، وفي حالة ما لم يحصل ذلك في وقتٍ محددٍ تختفيّ خاصيّة الشراء ويستمرُّ المزاد إلى أن يفوز في النهاية واحدٌ به عبر تقديم أفضل سعر ممكن مقارنة بالباقي.[114]

#### التقييمات
أضافت شركة إيباي عام 2008 خاصيّة جديدة تُمكّن المشتري من تقييمِ البائعين ثمّ تُقسّم الشركة هؤلاء إلى أربع فئاتٍ حسب عدد التقييمات ونسبتها. يُطلب من المشتري تقييمُ البائع بدرجةٍ تتراوح من واحد إلى خمسة مع العلم أن خمسة هي أعلى تصنيف. بخلاف التقييم العام للتعليقات، تكون هذه تقييمات النجوم هذه مجهولة ولا يُمكن للبائع معرفة هويّة المستخدم صاحب التقييم. تعتمدُ إيباي على نتائج التقييمات في ترتيبِ نتائج البحث، فالبائعون الذين حصلوا على تقييم 4.3 أو أقل يظهرون في مراكز متأخرة عند البحثِ عن منتوجاتٍ مشابهة لتلك التي يعرضونها مقابل البائعين الذين حصلوا في المجمل على تقييم 4.5 فما فوق والذين يظهرون في الصدارة عند البحث عن منتوجاتٍ يعرضونها على متجرهم.
أجرى موقع أوكشن باستس دوت كوم (بالإنجليزية: Auctionbytes.com)‏ في الرابع والعشرين من كانون الثاني/يناير 2010 استطلاعًا مفتوحًا يُمكن للبائعين من خلاله تقييم موقع إيباي وباقي مواقع التجارة الإلكترونيّة. طُلب في الاستطلاع من المستخدمين ترتيب 15 موقعًا بناءً على خمسة معايير: الربحية وخدمة العملاء والتواصل وسهولة الاستخدام والتوصيّة. احتلَّ موقع إيباي المركز الثالث عشر ضمن 15 موقعًا حيثُ حلَّ خلف مواقع كبيرة أخرى مثل أمازون وكريجزليست كما تفوّقت عليه – من حيثُ الترتيث – شركات أقل شهرة على غرار أتوميك مال وإي كارتر وروبي لان. صُنّف إيباي على أنه الأسوأ من بين جميع المواقع الخمسة عشر في خدمة العملاء والتواصل ومتوسط سهولة الاستخدام، فيما ذكر بعض المُستَطَلعين أنهم كانوا سيعطون إيباي تصنيفًا أفضل قبل ثلاث إلى خمس سنوات.

#### المزادات الخيرية
يُتييح موقع إيباي للبائعين التبرع بجزء من عائدات مزادهم إلى مؤسسة خيرية من اختيار البائع. يُطلق على البرنامج اسم أعمال عطاء إيباي في الولايات المتحدة واسم إيباي للأعمال الخيريّة في المملكة المتحدة. تُوفّر الشركة استردادًا جزئيًا لرسوم البائع للعناصر المباعة من خلال المزادات الخيرية. جُمعَ اعتبارًا من الرابع من آذار/مارس 2010 حوالي 154 مليون دولار أمريكي للمنظمات غير الربحية الأمريكية من قبل مجتمع إيباي منذ أن بدأ الأخير في برنامجه للمزادات الخيريّة عام 2003.
أُعلن عن بعض المزادات الخيرية رفيعة المستوى على صفحة إيباي الرئيسية، واعتبارًا من حزيران/يونيو 2010 كان أعلى عرض ناجح لمزاد خيري هو ما عُرف حينها باسمِ «غداء الطاقة» مع المستثمر وارن بافيت في مطعم سميث أند وولنسكي الشهير في نيويورك. جمع هذا المزاد الخيري ما مقدراهُ 2.63 مليون دولار مع ذهاب جميع العائدات إلى مؤسسة جليد التي تهتمُّ بإطعامِ الذين بلا مأوي في الولايات المتحدة، كما نُظّم نفس المزاد الخيري عام 2012 وجمع حوالي 3.46 مليون دولار ذهبت أيضًا إلى مؤسسة جليد، التي جمعت عام 2016 إيراداتٍ بقيمة 3.45 مليون دولار بفضل وارن بافيت والمزاد الخيري الذي يُنظَّمُ سنويًا على منصّة إيباي.
نُظّم مزادٌ خيريّ آخر على رسالةٍ أُرسلت لمارك مايس الرئيس التنفيذي لقناة كلير بقلم السناتور هاري ريد وأربعين عضوًا ديمقراطيًا آخر في مجلس الشيوخ يشتكون من التعليقات التي أدلى بها مذيع البرامج الحوارية راش ليمبو. ذهت كلّ عائدات المزاد الخيري والتي قُدّرت بـ 2،100،100 دولار لؤسسة مشاة البحرية لإنفاذ القانون تُساعد أطفال الرجال والنساء الذين ماتوا وهم يخدمون في القوات المسلحة الأمريكيّة.
عقدت إيباي كندا عام 2007 شراكة مع وكالة العلامات التجارية الرقمية كلود رايكر التي تتخذُ من مونتريال مقرًا لها وذلك لتطوير حملةٍ لجمع الأموال لمستشفى الأطفال سانت-جاستن في مونتريال. سُرعان ما انتشرت الحملة بشكلٍ كبيرٍ عبر النت بعدما اعتُمد على شخصيّة العم توم الشهيرة – وهو مضيف إعلاني يقدم منتجات سخيفة – في الترويج للحملة. قامت إيباي وكلود رايكر بإعادة إنتاج منتجات العم توم ثمّ باعوها عبر الإنترنت في إطار الحملة التي جمعت في ستة أسابيع حوالي 15,000 دولار لصالح مستشفى سانت-جاستن بعد بيع ثلاثة أشياء متعلقة بشخصيّة العم توم مقابل 8600 دولار و3550 دولارًا وكذا 2146 دولارًا للوحدة.

### الشحن
يُوفّر إيباي عدّة خياراتٍ للشحن بما في ذلك الشحن عبر البريد العادي أو البريد السريع، كما قد يختار البائع تقديم طريقة شحن واحدةٍ فقط للمشترين أو يعرضُ عددًا من الخيارات. عادةً ما يتمُّ شحن العناصر منخفضة القيمة من الصين عن طريق البريد العادي (عبر السفن البحريّة)، وهو شحنٌ غير مكلف بالمرة لكنه يستغرق من شهر إلى شهرين للوصول. إذا كان المشتري في عجلةٍ من أمره، فيُمكنه دفع رسوم إضافية من أحل شحن منتوجه على وجه السرعة عبر طائرات الشحن من الدرجة الثانية أو شحن عبر البريد الجويّ الذي يُعتبر من الدرجة الأولى في هذا المجال. أضافت إيباي منذ عام 2012 برنامجًا جديدًا سمّتهُ برنامج الشحن العالمي وهو برنامجٌ يُمكّن البائع من الحصول على عمولةٍ أكبر في حالة ما اختارهُ المشتري كطريقةٍ لشحنِ منتوجه ويدفعُ المشترين من باقي دول العالم الذين يختارون طريقة الشحن هذه رسومًا إضافيّة إلى شركة بيتني باوز، حيث يُرسل البائع المنتوج إلى منشأة بيتني في الولايات المتحدة (أو المملكة المتحدة) والتي تقوم بعد ذلك بإرسالها إلى المشتري مع مراعاةِ جميع متطلبات الشحن الدولي

## الانتشار العالمي
بالإضافة إلى موقع إي باي الأصلي بالولايات المتحدة أنشئت مواقع محلية في العديد من البلدان الأخرى :
| الدولة/المنطقة   | الموقع                                                             | اللغة                         | تاريخ تأسيس الموقع |
| ---------------- | ------------------------------------------------------------------ | ----------------------------- | ------------------ |
| أستراليا         | https://web.archive.org/web/20071122224308/http://www.ebay.com.au/ | الإنجليزية                    | أكتوبر 1999        |
| النمسا           | http://www.ebay.at/                                                | اللغة الألمانية               | 18 ديسمبر 2000     |
| بلجيكا           | https://web.archive.org/web/20071210004907/http://www.ebay.be/     | الهولندية، الفرنسية           | ؟                  |
| كندا             | https://web.archive.org/web/20071123122134/http://www.ebay.ca/     | الإنجليزية، الفرنسية          | أبريل 2000         |
| الصين            | https://web.archive.org/web/20070711053119/http://www.ebay.com.cn/ | الصينية المبسطة               | 11 يوليو 2003      |
| فرنسا            | http://www.ebay.fr/                                                | الفرنسية                      | 5 أكتوبر 2000      |
| ألمانيا          | http://www.ebay.de/                                                | اللغة الألمانية               | يونيو 1999         |
| هونغ كونغ        | https://web.archive.org/web/20071123220514/http://www.ebay.com.hk/ | الإنجليزية، الصينية التقليدية | 21 ديسمبر 2003     |
| الهند            | https://web.archive.org/web/20071126163919/http://www.ebay.in/     | الإنجليزية                    | 25 مارس 2005       |
| إندونيسيا        | https://web.archive.org/web/20081218175022/http://id.ebay.com/     | الإنجليزية                    | ؟                  |
| إيرلندا          | https://web.archive.org/web/20071127012353/http://www.ebay.ie/     | الإنجليزية                    | 29 مارس 2001       |
| إيطاليا          | http://www.ebay.it/                                                | اللغة الإيطالية               | 15 يناير 2000      |
| اليابان          | http://www.sekaimon.com/ (Joint venture with Yahoo! Japan)         | اليابانية                     | 4 ديسمبر 2007      |
| ماليزيا          | https://web.archive.org/web/20071128040348/http://www.ebay.com.my/ | الإنجليزية                    | 1 ديسمبر 2004      |
| هولندا           | https://web.archive.org/web/20071204142536/http://www.ebay.nl/     | اللغة الهولندية               | ؟                  |
| نيوزيلندا        | http://www.ebay.co.nz                                              | الإنجليزية                    | 29 مارس 2001       |
| الفلبين          | https://web.archive.org/web/20071127140454/http://www.ebay.ph/     | الإنجليزية                    | 16 نوفمبر 2004     |
| بولندا           | http://www.ebay.pl/                                                | البولندية                     | 22 أبريل 2005      |
| سنغافورة         | https://web.archive.org/web/20071128053024/http://www.ebay.com.sg/ | الإنجليزية                    | 24 أكتوبر 2001     |
| جنوب أفريقيا     | http://www.ebay.co.za/                                             | الإنجليزية                    | ؟                  |
| كوريا الجنوبية   | http://www.auction.co.kr/                                          | الكورية                       | 15 فبراير 2001     |
| إسبانيا          | http://www.ebay.es/                                                | الإسبانية                     | 8 يناير 2002       |
| السويد           | https://web.archive.org/web/20071127032613/http://www.tradera.com/ | السويدية                      | ؟                  |
| سويسرا           | http://www.ebay.ch/                                                | اللغة الألمانية               | 29 مارس 2001       |
| تايوان           | http://ruten.com.tw (joint venture with PCHome)                    | الصينية التقليدية             | ؟                  |
| تايلاند          | http://www.ebay.co.th                                              | التايلندية                    | ؟                  |
| تركيا            | http://www.gittigidiyor.com/                                       | التركية                       | 3 مايو 2007        |
| المملكة المتحدة  | http://www.ebay.co.uk/                                             | الإنجليزية                    | أكتوبر 1999        |
| الولايات المتحدة | http://www.ebay.com/                                               | الإنجليزية                    | 3 سبتمبر 1995      |
| فيتنام           | http://www.ebay.vn/                                                | الفيتنامية، الإنجليزية        | 27 يونيو 2007      |
| المكسيك          | http://ebay.com.mx/                                                | الإسبانية                     | ؟                  |

## انتقادات
تعرض إيباي لانتقاداتٍ عدّة بما في ذلك فرضه خدمة باي بال ضمن طرق الدفع كخيارٍ أول في بعض الحالات، كما انتُقد الموقع في هذه النقطة بسببِ المخاوف من الاحتيال والتزوير فضلًا عن انتهاكات حقوق الملكية الفكرية في بعض العناصر المعروضة للبيع. انتُقد الموقع كذلك لعدم دفعه ضرائب مناسبة في المملكة المتحدة حيثُ ذكرت صحيفة صنداي تايمز في تشرين الأول/أكتوبر 2012 أن إيباي دفعت 1.2 مليون جنيه إسترليني فقط كضرائب على مبيعاتٍ تزيدُ عن 800 مليون جنيه إسترليني.

### خرق أمني
كشفت شركة إيباي في الواحد والعشرين من أيّار/مايو 2014 عن اختراق قاعدة بياناتها ووصول المخترقين لأسماء المستخدمين وكلمات المرور وأرقام الهواتف والعناوين وذلك بين أواخر شباط/فبراير وأوائل آذار/مارس. نصحت إيباي حينها مستخدميها بتغيير كلمات المرور الخاصة بهم، ولتسريع هذا الأمر أضافة الشركة ميزة «تغيير كلمة المرور» إلى ملفات تعريف المستخدمين الذين لم يُغيّروا كلمات المرور بعد هذا الخرق الأمني. أعلن الجيش السوري الإلكتروني مسؤوليته عن الهجوم، وقال إنه على الرغم من أن الاختراق قد كشف لهم التفاصيل المصرفية لملايين المستخدمين إلا أنهم لن يُسيئوا استخدام تلك البيانات. تسبب الاختراق في انهيار سعر سهم إيباي في البورصة لكنّه استعاد عافيّته في وقتٍ لاحق.

### فضيحة المطاردة
أدت حملة مطاردة إلكترونية عام 2019 ضد موقعٍ على الإنترنت إلى اتهامِ سبعة أعضاء من فريق الأمان في إيباي بالوقوف وراء عمليّة المضايقة مع اعتقال اثنين من المتهمين. يتعلَّقُ الأمر بموقع إي كوميرس بايتس الذي نشر مقالًا حول دعوى قضائية رفعتها إيباي ضدّ أمازون، فأرسل الرئيس التنفيذي للشركة الأولى ديفين وينغ رسالة نصية إلى مسؤول تنفيذي للاتصالات في إيباي قائلاً: «إذا كنت تنوي الإطاحة به [وهو يقصدُ هنا كاتب المقال في إي كوميرس بايتس] فقد حان وقتُ ذلك.» أطلق بعدها فريقٌ من موظفي إيباي حملة مطاردة ومضايقات عبر الإنترنت ضد كاتب المقالة وكل من ساهم فيها إلى أن وصلت الأمور لدعوى قضائيّة حيث وجّهت المحكمة المعنيّة بالنظر في القضيّة الاتهام لبعض الموظفين في إيباي لكنّ لائحة الاتهام لم تشمل الرئيس التنفيذي للشركة وينغ وقت حملة التحرش.

## وصلات خارجية
- الموقع الرسمي